# روبرت لستغ
روبرت هـ. لستغ Robert H. Lustig هو طبيب للغدد الصماء عند الأطفال، يعمل كبروفسور لطب الأطفال السريري في جامعة كاليفورنيا، سان فرانسيسكو (UCSF). وهو ممارس في حقل أمراض الغدد الصماء العصبية مع التركيز على تنظيم توازن الطاقة بواسطة الجهاز العصبي المركزي مع اهتمام خاص بالسمنة عند الأطفال.
اشتهر الدكتور لستغ عند العامة من خلال جهوده لاثبات ان سكر الفركتوز له اثار ضارة وخطيرة على صحة الإنسان وخصوصاً عند الأطفال إذا تم استهلاكة بكميات كبيرة. ففي تاريخ 26 مايو 2009 قام الدكتور لستغ بالقاء محاضرة بعنوان: السكر: الحقيقة المرة Sugar: The Bitter Truth والتي تم رفعها على اليوتيوب في الشهر التالي وانتشرت المحاضرة كـ (فيديو فيروسي) حيث بلغت عدد مشاهدات المحاضرة 4.6 مليون مشاهدة حتى تاريخ 11 مايو 2014م. وقد اتهم الدكتور لستغ في هذه المحاضرة سكر الفركتوز بكونه سُم وشبه تأثيراته الأيضية بتلك التي للإيثانول (الكحول).

## السيرة الذاتية
نشأ الدكتور روبرت لستغ في منطقة بروكلين في مدينة نيويورك وتخرج من ثانوية ستايفسنت في مانهاتن. وحصل على شهادة البكالوريوس من معهد ماساتشوستس للتقنية (MIT) في عام 1976. وعلى شهادة دكتور في الطب من كلية طب ويل كورنيل في جامعة كورنيل في عام 1980، ثم قضى بعدها ست سنوات كباحث مشارك في جامعة روكفلر في مجال أمراض الغدد الصماء العصبية، ثم أكمل تدريبه كطبيب مقيم في طب الأطفال في مستشفى سانت لويس للاطفال، وأكمل زمالته السريرية في طب الغدد الصماء في الأطفال في جامعة كاليفورنيا، سان فرانسيسكو التي التحق بهيئة التدريس فيها عام 1984. في عام 2013 حصل الدكتور لستغ على درجة الماجستير في دراسات القانون (MSL) من كلية هاستنغز للقانون في جامعة كاليفورنيا، سان فرانسيسكو.
قام الدكتور روبرت لستغ بكتابة 85 مقالة بحثية وتأليف 45 فصلاً كتابياً. وهو الرئيس السابق لمجلس إدارة فرقة العمل ضد السمنة في جمعية الغدد الصماء للأطفال، وعضو في فرقة العمل ضد السمنة في جمعية الغدد الصماء، وعضو في اللجنة التوجيهية للتحالف الدولي للغدد الصماء لمكافحة السمنة.
يعيش الدكتور روبرت لستغ حالياً في مدينة سان فرانسيسكو وهو متزوج ولديه ابنتان.

## استنتاجاته
بعض النقاط التي تطرق لها الدكتور روبرت لستغ في محاضرته لاثبات سُميـة سكر الفركتوز:
- استعرض الدكتور روبرت لستغ الاحصائيات التي تثبت العلاقة الوطيدة بين الزيادة المضطردة في استهلاك السكر من بعد الحرب العالمية الثانية وبين الزيادة في الإصابة بامراض القلب والاوعية الدموية والعلاقة بين استهلاك المشروبات الغازية والعصائر والإصابة بالسمنة ومرض السكري.
- يصر الدكتور على أن (الكالوري ليس هو الكالوري) ويعني بذلك ان التأثيرات الأيضية لكالوري واحد من الفركتوز تختلف تماماً عن التأثيرات الأيضية لكالوري واحد من الجلوكوز.
- تطرق للظروف السياسية التي ادت لدخول عصير الذرة عالي الفركتوز (البديل الصناعي للسكروز أو مايعرف بسكر الطاولة) في صناعة الغذاء في بداية السبعينات في عهد الرئيس الأمريكي ريتشارد نيكسون.
- تطرق للاسباب العملية التي تجعل صناعة الغذاء تعتمد بشكل متزايد على ادخال السكر كمكون رئيسي في الاغذية المعالجة:

- يتم نزع الألياف الغذائية بغرض تسهيل عملية تخزين وتجميد واعادة تسخين الطعام المعالج وأيضاً كعامل تصلب ولكن ذلك من جهة أخرى يجعل صانعي الأغذية المعالجة يعتمدون على ادخال السكر في الطعام المعالج لغرض تحسين الطعم وتسمير الطعام (اعطائه اللون الاسمر أثناء الطبخ).
- بسبب الربط التقليدي بين امراض القلب والاوعية الدموية بكمية الدهون الغير مشبعة في الطعام قامت صناعة الأغذية بنزع الدهون من الاطعمة المعالجة مما تسبب في افقداها الكثير من المذاق الطيب التي توفره الدهون مما أدى إلى الاستعاضة عن ذلك بالمزيد من السكر في الطعام.
- ثم يبدأ الدكتور وبشكل مطول في شرح الكيمياء الحيوية لكيفية تعامل الكبد مع سكر الفركتوز: حيث يقارن ماذا يحدث في جسم الإنسان عندما يستهلك نفس الكمية من السعرات الحرارية من الجلوكوز ومن الفركتوز ومن الكحول، وكيف ان استهلاك الفركتوز يرفع من معدل إنتاج الجسم للكوليسترول الضار في الدم مما يسبب مرض تصلب الشرايين وكيف يرفع أيضاً من مستوى حمض اليوريك في الدم الذي يتسبب في ارتفاع ضغط الدم وكيف يؤدي أيضاً إلى نشوء مرض مقاومة الانسولين الذي يتسبب في مرض السكري وكيف يؤدي كذلك لمرض الكبد الدهنية وتصنيع الدهون في الجسم (السمنة).
- يتطرق الدكتور أيضاً إلى كيف يؤدي الاستهلاك العالي للفركتوز إلى الإصابة بما يعرف بمقاومة اللبتين وهو هرمون الشبع لدى الإنسان حيث يُكبح هذا الهرمون في الدم مما يعطل وصول إشارة الشبع إلى الهيبوثالامس في الدماغ، وبالتالي يبقى الإنسان في دوامة لا تنتهي من استهلاك الطعام والمرض.
- تطرق أيضاً إلى مخاطر استهلاك السكر على الاجنة عند الحوامل وكيف تبدأ برمجة خلايا الجنين لإدمان السكر منذ تلك المرحلة المبكرة في حياة الإنسان.
- المفارقة العجيبة التي ذكرها الدكتور لستغ في محاضرته هي المقارنة التي عقدها بين سكر الفركتوز وبين الكحول وكيف انهما يتشابهان كثيراً في النتائج المرضية التي يتسببان في حدوثها، ويكمن الفرق الظاهر بينهما في ان الكحول يتم تمثيله على مستوى الدماغ مما يسبب اعراض الثمالة بينما لا يحدث ذلك التأثير في حالة السُكَـر.

نصائحه حول تغيير نمط الحياة للوقاية والشفاء من المتلازمة الأيضية:
- التخلص من جميع المشروبات الغازية والعصائر في المنزل.
- إعادة الألياف كمكون رئيسي في الطعام اليومي لما لذلك من أهمية كبيرة في سلامة العملية الأيضية في الإنسان.
- يجب استهلاك الكربوهيدرات بأليافها فكما يقول الدكتور لستغ (عندما يخلق الله السُـم في الطبيعة فهو يغلفة بالترياق) ويقصد بذلك ان سكر الفركتوز يتواجد في الطبيعة في الفواكه ولكن أثر شرب عصير الفاكهة الطازجة يختلف كلية عن أثر أكل الفاكهة الطازجة فالألياف تعمل على كبح جماح سُمية الفركتوز.
- التأني في سرعة الأكل وفي تتابع فترات وجبات الطعام خلال اليوم وذلك لإعطاء الفرصة لهرمون الشبع كي يعمل.
- أهمية النشاط الحركي: ينفي الدكتور لستغ ان تكون أهمية ممارسة الرياضة هي في حرق السعرات الحرارية فتلك في نظره معركة خاسرة على المدى الطويل، فدائماً ما تصور مشكلة السمنة على أنها نتيجة لسلوكين يسلكهما الإنسان وهما الشراهة والكسل وهذا في رأيه تشخيص خاطئ للمشكلة، خاصة ان السمنة باتت تنتشر اليوم في اعمار مبكرة جداً كالرضع بعمر الستة شهور الذين لايمكن اتهامهم بالشراهة والكسل. المسألة كما يراها هي في نوعية الطعام الذي نستهلكة والمليئ بالسعرات الحرارية الناتجة من استهلاك السكر (الفركتوز) والذي يسبب اختلال في عملية التمثيل الغذائي فتكون السمنة أحد اعراضه. لذلك تكمن أهمية ممارسة الرياضة في انها تحرق النواتج الضارة لعملية تمثيل الفركتوز حيوياً داخل الكبد قبل ان تتسبب في ظهور اعراض المتلازمة الأيضية.
- في نهاية محاضرته يبرهن الدكتور لستغ على سُمية الفركتوز ولكن الفرق يكمن في أن الفركتوز لاينتمي للسموم الحادة التي يمكنها القضاء على الإنسان في فترة قصيرة، بل هو هو سُـم مخفف تعتمد شدة تأثيره على طول الفترة الزمنية والكمية المستهلكة منه.

## الخلافات
الخلاف حول الفركتوز
استشهد الباحثان لوك تابي وبيتينا ميتيندورفر (Luc Tappy & Bettina Mittendorfer) بمقالة مسندة بالدليل الطبي لأخصائية السموم لوري دولان (Laurie C. Dolan) من مجموعة بوردوك (Burdock Group): بأن الكميات المتوسطة من الفركتوز التي تستهلك ضمن نظام غذائي يراعي الحفاظ على الوزن لا تظهر أي ضرر لعملية الأيض. ومع ذلك، فان الدراسات الحاسمة والمستفيضة في هذا الموضوع مفقودة، لأن هذه التجارب تتضمن استهلاكاً للفركتوز يبلغ مستوى 95% من متوسط الاستهلاك، بينما يشتبه في سُمية الفركتوز في الغذاء للاستهلاك الفوق متوسط الذي يثقل كاهل المسارات الأيضية.
بينت بعض الدراسات «أن الاستهلاك الطويل الأمد للاطعمة الغنية بالدهون والفركتوز من المحتمل جداً أن تؤدي إلى زيادة في استهلاك الطاقة، زيادة الوزن، والسمنة»، و «إن احتمالية زيادة الوزن إنما تمثل إحدى العواقب الأيضية الناتجة عن زيادة استهلاك الفركتوز».
اظهرت دراسات التحاليل الماورائية (Meta-analysis) ان التجارب السريرية التي استشهد بها الدكتور لستغ والتي كان هدفها دراسة استهلاك الكربوهيدرات كانت تجارب قصيرة المدى وذات جودة متفاوتة وكانت الزيادة في الوزن لدى الاشخاص موضع الدراسة زيادات متواضعة مما يحول دون الاعتماد عليها كدراسات نهائية.
إحدى أهم القضايا المثيرة للجدل حول استهلاك الفركتوز هو دوره في مقاومة الإحساس بالشبع. تشير الدراسات التي قام بها الدكتور لستغ ان استهلاك الفركتوز يعطل الإحساس بالشبع مما يؤدي إلى الافراط في استهلاك الاطعمة والاشربة. ان التجارب التي تركز على الوجبات الغذائية المتشابهة السعرات الحرارية وعلى الاستهلاك الخفيف للفركتوز لا تتطرق إلى مسألة الشبع والافراط في الاستهلاك.
عند الرياضيين الذين يحتاجون إلى السكر لتلبية احتياجاتهم من السعرات الحرارية، يمكن للفركتوز ان يعزز من ادائهم للتمارين من خلال تحفيز امتصاص العناصر الغذائية والتمثيل الغذائي للطاقة.
وفرت لنا الابحاث التي اجريت على الحيوانات أدلة على الآثار الضارة للاستهلاك المفرط للفركتوز، واحتمال التأثير السلبي على الجليسريد الثلاثي والبروتين الدهني منخفض الكثافة (كوليسترول الـ LDL) وبروتينات الدم الشحمية البائية (Apolipoprotein-B).
تقرر إحدى الدراسات العلمية بان مزيج الاضطرابات الصحية المعروفة بالمتلازمة الأيضية تنتج بشكل رئيسي من الافراط في تناول السعرات الحرارية وبالتالي لا يمكننا الاشتباه في الفركتوز وحده كسبب رئيسي للمتلازمة الأيضية. وفي الحقيقة ان جرعات صغيرة محفزة من الفركتوز يمكنها السيطرة على مستوى الجلوكوز في الدم. علاوة على ذلك، فإن الفركتوز هو السكر الأحادي المعتاد والطبيعي الموجود في الاطعمة النباتية حلوة المذاق. ولكن الدكتور لستغ يجادل ان خصائص الاطعمة المعالجة، وتحديداً إضافة السكر وإزالة الألياف الغذائية، هما المتهمان الرئيسيان في وباء السمنة العالمي.
الخلاف حول المقارنة بين الفركتوز وعصير الذرة عالي الفركتوز
في عام 2013 تم استدعاء الدكتور لستغ كشاهد خبير في إحدى القضايا التي رفعتها إحدى السيدات في مدينة بوفالو، نيويورك وتدعي فيها بأن عصير الذرة عالي الفركتوز الموجود في الأطعمة هو السبب الرئيسي في سمنتها. قامت مجلة فوربس بالاستشهاد بتصريحات الدكتور لستغ المتضاربة حول السكر وعصير الذرة عالي الفركتوز:«ان كتابات الدكتور لستغ في الماضي، تعكس رأيه العلمي وبشكل غير مناسب بان عصير الذرة عالي الفركتوز (HFCS) والسكروز، ولجميع النوايا والمقاصد، يمثلان من الناحية الكيميائية والأيضية الشيء نفسه.» وتكمل المقالة تشويهها لقضية المدعية، دون السعي للحصول على تعليق من المدعية بعيداً عن اقتباساتها من كتاب الدكتور لستغ. وكان الدكتور لستغ قد اجرى هذه المقارنة في اوقات أخرى سابقاً. وذكرت مقالة نشرت في مجلة نيويورك تايمز عام 2009 ان الدكتور لستغ يرى بان الفركتوز وعصير الذرة عالي الفركتوز «يتطابقان بشكل فعال في تأثيراتهما الحيوية.» واستشهد كاتب المقال بالمحاضرة التي حضرها قبل خمسة أشهر، والتي صرح فيها لستغ بأن: «عصير الذرة عالي الفركتوز والسكر - لا فرق بينهما.»

## المؤلفات
- السمنة قبل الولادة: تأثيرات الأم وفترة الحمل على النسل Obesity Before Birth: Maternal and prenatal influences on the offspring ، الناشر: Springer Science ، بوسطن، 24 سبتمبر 2010.
- فرصة سمينة: مواجهة الصعاب في التغلب على السكر، الطعام المعالج، السمنة والمرض Fat Chance: Beating The Odds Against Sugar, Processed Food, Obesity and Disease ، الناشر: Hudson Street Press ، نيويورك، 27 ديسمبر 2012.
- اختراق العقل الأمريكي: التفسير العلمي لاستيلاء الشركات على اجسادنا وادمغتنا The Hacking of the American Mind: The Science Behind the Corporate Takeover of Our Bodies and Brains، الناشر: Avery، نيويورك، 12 سبتمبر 2017.

## الوصلات الخارجية
- رابط يوتيوب لمحاضرته الشهيرة: Sugar: The Bitter Truth (توجد منها نسخة مترجمة للعربية بعنوان السكر: الحقيقة المرة).
- رابط أمازون لكتابه: Obesity Before Birth: Maternal and Prenatal Influences on the Offspring
- رابط أمازون لكتابه: Fat Chance: Beating the Odds against Sugar, Processed Food, Obesity, and Disease
- رابط أمازون لكتابه: The Hacking of the American Mind: The Science Behind the Corporate Takeover of Our Bodies and Brains